# موسيقى جنوب أفريقيا

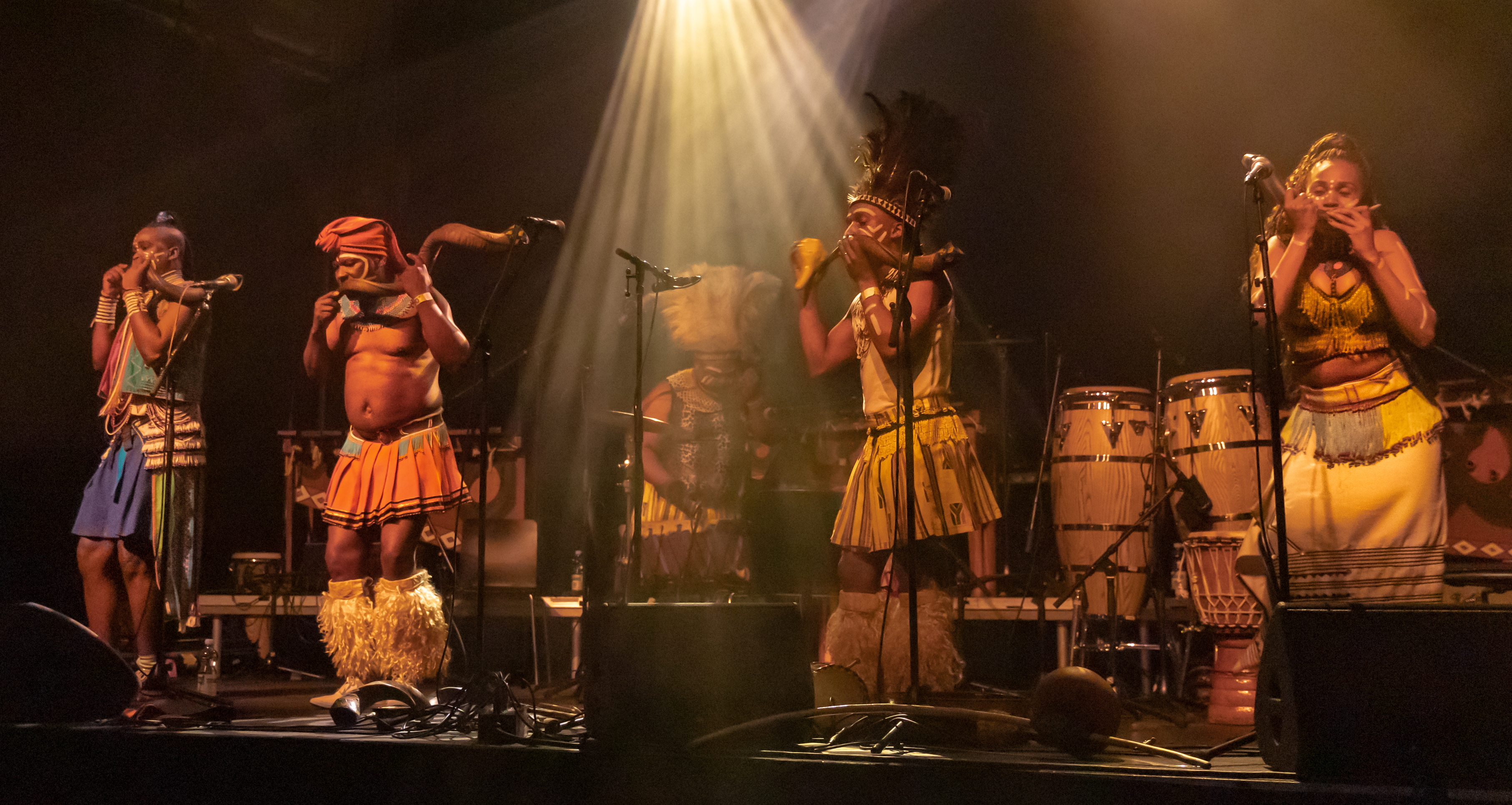
فرقة ديزو بلاتجيس و ذا إيبويامبو2018

تشتهر جنوب أفريقيا بأساليبها الموسيقية المتميزة التي لعبت دورًا كبيرًا في مجتمع البلاد. تُعتبر الموسيقا في جنوب أفريقيا متنوعة للغاية مع نطاق واسع من الأنواع الموسيقية المختلفة مثل المارابي، والكوايتو، وموسيقا الهاوس، والإيسيكاتاميا، والغكوم، وموسيقا الروك، والهيب هوب والأمابيانو.
مع عدد لا محدود من الأغاني، مثل نكوسي سكيليل أفريكا «الرب يحمي أفريقيا»، وباتا باتا، وأمكومبوثي «الدب الأفريقي» وفوليندليلا، فضلًا عن مجموعة من الفنانين الأسطوريين أمثال ميريام ماكيبا، وبريندا فاسي، وهيو ماسيكيلا، وإيفون شاكا شاكا ولاكي دوب، استطاعت موسيقا جنوب أفريقيا التأثير بشكل عميق على قارة أفريقيا (وخاصة على دول أفريقيا الجنوبية، مثل ناميبيا وبوتسوانا اللتين تحظيان بإصداراتها الخاصة من أنواع الموسيقا جنوب الأفريقية مثل كوايتو وغيرها).

## ستينيات القرن العشرين
في فترة ستينيات القرن العشرين، ظهر شكل سلس من موسيقا المبوبي باسم كوتوزا مفانا، بقيادة مجموعة كينغ ستار برازرز التي أنتجت نمط الإيسيكاتاميا بحلول نهاية العقد.
بحلول ستينيات القرن العشرين، أصبح من الشائع استخدام الساكسفون في موسيقا الجيف، التي اقتصر عزفها على عدد من البلدات. أُطلق على هذا النوع اسم ساكس جيف ليُعرف لاحقًا باسم مباكانغا. تعني كلمة مباكانغا الزلابية بمعناها الحرفي لكنها تشير إلى محلية الصنع، إذ صيغت بواسطة عازف موسيقا الجاز مايكل تشابا، الذي لم يُعجب بالأسلوب الجديد.
شهدت أوائل ستينيات القرن العشرين أيضًا العديد من الفنانين أمثال عازف غيتار الباز جوزيف ماكويلا وعازف الغيتار ماركس مانكواني اللذين أدخلا الآلات الموسيقية الكهربائية فضلًا عن تأثيرات الكويلا والمارابي على أسلوب المباكانغا، ما انتهى بولادة صوت أفريقي أكثر ومائل نحو الفانك.
طورت المباكانغا التناغمات الصوتية خلال أوائل ستينيات القرن العشرين مع بدء العديد من المجموعات الغنائية بما في ذلك ذا سكايلاركس ومانهاتن برازرز في تقليد الفرق الغنائية الأمريكية، إذ كانت بمعظمها من النوع الموسيقي دو واب. مع ذلك، استخدمت الفرق الغنائية في جنوب أفريقيا التناغمات المكونة من خمسة أجزاء، عوضًا عن التناغمات الأمريكية الأفريقية المكونة من أربعة أجزاء. أصبحت فرقة ذا دارك سيتي سيسترز المجموعة الغنائية الأكثر شعبية في أوائل ستينيات القرن العشرين، إذ اشتُهرن بأسلوبهن الجميل. أدخل آرون جاك ليرول من فرقة بلاك مامبازو صوتيات الأنين الذكرية على التناغمات الأنثوية، ليحل محله لاحقًا سيمون «ماهلاتيني» نكابيندي، الذي أصبح «الأنّان» جنوب الأفريقي الأكثر شهرة وتأثيرًا في القرن العشرين. شهدت ابتكارات المباكانغا الخاصة بماركس مانكواني وجوزيف ماكويلا تطورات إلى صوت المغكواشيو الأكثر قابلية للرقص بعد انضمامهما إلى ماهلاتيني والفرقة الأنثوية الجديدة ماهوتيلا كوينز، ليتحدوا جميعًا في فرقة مانكواني الداعمة تحت اسم ماكهونا تسوهلي (إذ ضمت الفرقة أيضًا ماكويلا جنبًا إلى جنب مع عازف الساكسفون المنتج ويست نكوسي، وعازف الغيتار الإيقاعي فيفيان نغوباني وعازف الدرامز لاكي موناما). سُجل كل من ماهلاتيني وماهوتيلا كوينز / ماكهونا تسوهلي كوحدة استوديو لشركة غالو للتسجيل، ليحققوا نجاحًا عظيمًا على المستوى الوطني، وتنتشر موسيقا المغكواشيو في جميع أنحاء البلاد محققة نجاحًا مبهر.
في عام 1967، أطلقت ميريام ماكيبا أغنيتها الأمريكية الشهيرة «باتا باتا». ظهرت مجموعة غنائية أنثوية لموسيقا المغكواشيو باسم إزينتومبي زيسي مانجي مانجي في نفس العام، التي نافست ماهوتيلا كوينز بقوة. كانت كلتا المجموعتين من المنافسين الكبار في مجال موسيقا الجيف، على الرغم من حلول فرقة الكوينز في المقدمة دائمًا. 

### السول والجاز
شهدت أواخر ستينيات القرن العشرين ظهور موسيقا السول من الولايات المتحدة. كان ويلسون بيكيت وبيرسي سليدج من بين الفنانين الذين حظوا بشعبية مميزة وألهموا المغنيين جنوب الأفريقيين لدخول هذا المجال مع آلة أرغن، وقسم إيقاعي من الباز والدرام وغيتار كهربائي.
انقسم الجاز في ستينيات القرن العشرين إلى مجالين اثنين. لاقت فرق الرقص مثل إليت سوينغسترز شعبية واسعة، بينما اشتُهرت أيضًا موسيقا الجاز الطليعية المستوحاة من أعمال جون كولترين، وثالونيوس منك وسوني رولينز. شمل المجال الأخير من الموسيقيين العديد من النشطاء والمفكرين البارزين، بما في ذلك هيو ماسيكيلا، وعبد الله إبراهيم (الذي عُرف في السابق باسم «علامة الدولار»)، وكيبي مويكيتسي، وساثيما بيا بنيامين، وكريس مكجريجور، وجوني دياني وجوناس غوانغوا. في عام 1959، نظم عازف البيانو الأمريكي جون ميهغان جلسة تسجيل بوجود العديد من موسيقيي الجاز جنوب الأفريقيين البارزين، ما أدى إلى إنتاج أول معزوفتين أفريقيتين طويلتين «إل بّي» في الجاز. شهدت السنة التي تبعتها مهرجان كولد كاسل الوطني لموسيقا الجاز، الذي جذب درجة أكبر من الاهتمام لموسيقا الجاز جنوب الأفريقية. أصبح مهرجان كولد كاسل حدثًا سنويًا خلال السنوات القليلة اللاحقة، إذ نتج عنه المزيد من الموسيقيين، على وجه الخصوص دودو بوكوانا، وغيديون نكسومالو وكريس مكجريجور. ساهم مهرجان عام 1963 في إنتاج معزوفة طويلة «إل بّي» باسم الجاز الصوت الأفريقي، لكن سرعان ما أدى القمع الحكومي إلى إنهاء مشهد الجاز. مرة أخرى، هاجر العديد من الموسيقيين أو ذهبوا إلى المنفى في المملكة المتحدة أو غيرها من الدول.
في عام 1968، حققت أغنية «غريزينغ إن ذا غراس» لهيو ماسيكيلا نجاحًا كبيرًا، واحتلت المركز الأول في تصنيف بيلبورد لأغاني البوب. بينما شهد الجاز الأفريقي لمناطق جنوب أفريقيا الشمالية ترويجًا كبيرًا في جوهانسبرغ، حافظ الموسيقيون في كيب تاون على تراثهم في موسيقا الجاز. جلب عازف البيانو تشارلز سيغال، الذي انتقل من بريتوريا إلى كيب تاون، ولعه بموسيقا الجاز بعد رحلاته العديدة إلى الولايات المتحدة، حيث التقى بعازف البيانو أوسكار بيترسون وتأثر به. امتلكت المدينة الساحلية هذه تاريخًا طويلًا من التفاعل الموسيقي بين العازفين المبحرين. أدى ظهور كرنفال كون والموهبة الحالمة لعبد الله إبراهيم (علامة الدولار) إلى جانب عازفي الساكسفون لديه باسيل كوتزي وروبي جانسن إلى نشأة الكيب جاز. كان هذا النوع الموسيقي نسخة مرتجلة من أغانيهم الشعبية المصحوبة بإشارة موسيقية إلى الجاز الأمريكي والأوروبي إذ استمرت موسيقا الكيب جاز لتصبح بعد 20 عام من ظهورها أحد أهم تصديرات الجاز جنوب الأفريقي وأبرزها.